# Weltraumhotel
Als Weltraumhotel werden konzeptuelle Raumstationen bezeichnet, die als Ziel von Weltraumtourismus mit Übernachtungsmöglichkeit in der Erdumlaufbahn eingerichtet werden sollen. 
Zwar beherbergte die Internationale Raumstation (ISS) bereits einige Weltraumtouristen, jedoch ist sie kaum für Tourismus ausgelegt und dient primär wissenschaftlichen Zwecken.

## Nicht verwirklichte Projekte

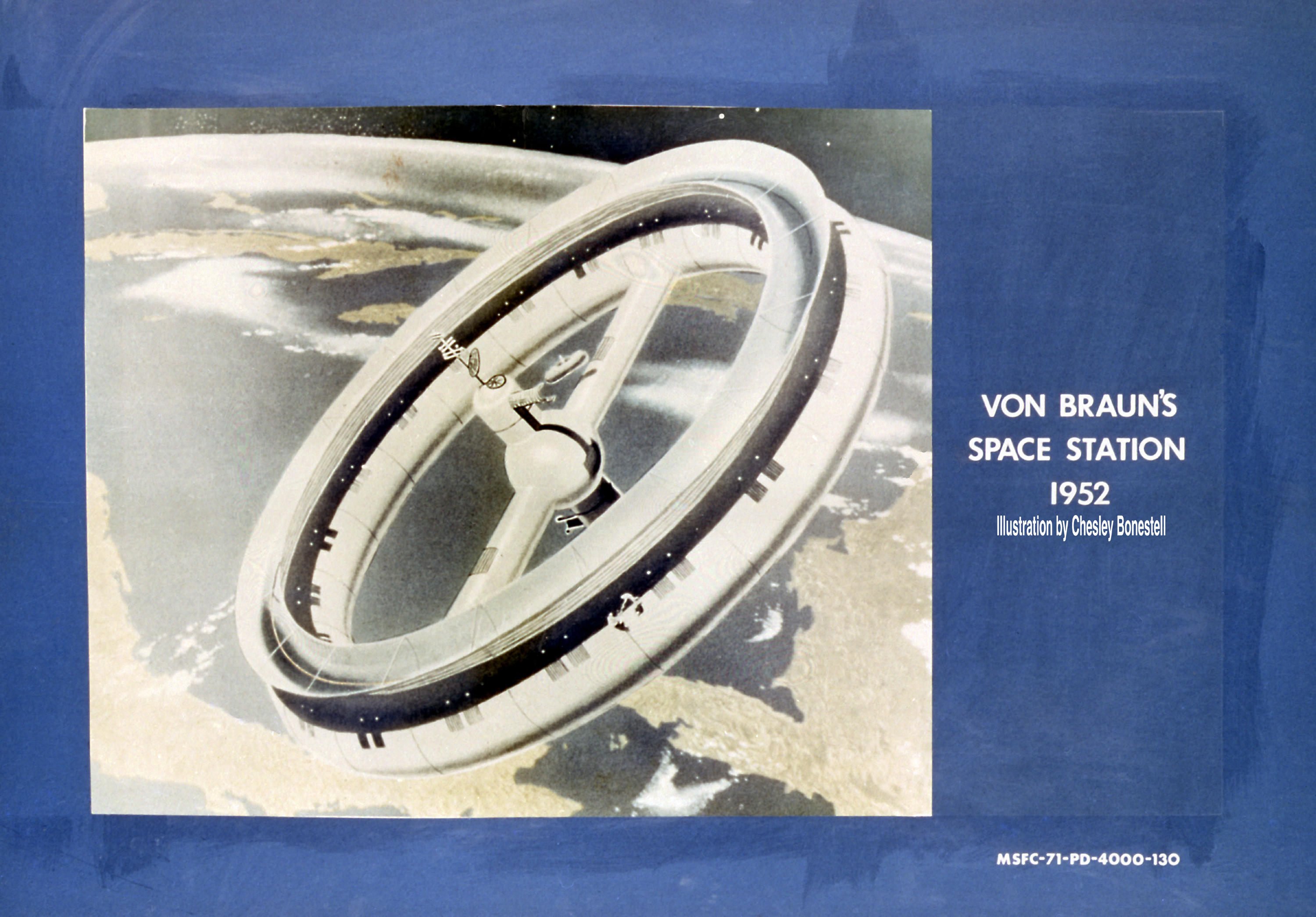
Wernher von Brauns Raumstation (1952)

Erste Entwürfe und Ideen wurden von Hermann Oberth und Willy Ley veröffentlicht. So schrieb Ley im März 1952 in der US-Zeitschrift Collier’s Weekly über eine permanente Weltraumstation und deutete dabei auch die Nutzung als Weltraumhotel an. Er nannte die Station nach ihrer Form Torus. Der Artikel basiert auf einem Vortrag auf dem „First Symposium on Space Flight“ am 12. Oktober 1951 in New York. Wernher von Braun beschäftigte sich ebenfalls mit vergleichbaren Projekten; in seiner 1953 herausgegebenen Schrift „Station im Weltraum“ wagte er in Bezug auf eine radförmig aufgebaute Station von 75 Metern Durchmesser die optimistische Prognose, dass das ganze Vorhaben etwa zehn Jahre beanspruchen und 4 Mrd. US-Dollar kosten würde – es sollte noch fünf Jahrzehnte dauern, bis auch nur die im Vergleich mit diesen Projekten bescheidene Raumstation ISS ins All transportiert wurde, deren Gesamtkosten auf 100 Mrd. Dollar geschätzt werden.
Bereits Ende der 1960er Jahre hoffte die Hotelgruppe Hilton, mit Hilfe des als Nachfolger der teuren Einwegraketen geplanten Space Shuttles Weltraumhotels errichten zu können, wobei sich die Kosten für jedes ins All befördertes Kilogramm 10 Dollar belaufen sollten. Im Jahr 1999 kündigte die Hiltongruppe an gebrauchte Space-Shuttle-Außentanks zu einem Ring in der Erdumlaufbahn zusammenschließen zu wollen, um so ein Weltraumhotel zu bauen. Da für dieses Projekt nicht weniger als 13 Tanks mit den entsprechenden Shuttle-Flügen erforderlich gewesen wären, die NASA aber alle Kapazitäten für die ISS, das Hubble-Teleskop und andere Projekte verplant hatte, erwies sich auch dieses Projekt als nicht umsetzbar, zumal das Shuttle-Programm selbst an Verzögerungen litt, vor allem infolge der Challenger- bzw. der Columbia-Katastrophe. Außerdem gelang es Hilton nicht, genügend Sponsoren für das 6–12 Mrd. Dollar teure Projekt zu finden.
Im Jahr 2001 führte die Technische Universität Darmstadt gemeinsam mit der DGLR einen Ideenwettbewerb unter Architekturstudenten durch, bei dem 17 Projekte eingereicht wurden. Der Titel des Wettbewerbs mit anschließender öffentlicher Ausstellung in Hamburg war „Early Bird – Visionen für ein Weltraumhotel“, die Ausstellung fand vom 20. September bis zum 20. Oktober 2001 statt.
Das japanische Bauunternehmen Shimizu sprach 2001 von einer Errichtung eines Hotels bis zum Jahr 2017. Dieses sollte durch eine Eigenrotation 70 Prozent der irdischen Schwerkraft simulieren. Der Bau hätte circa 35 Milliarden Euro gekostet.
Auch ein 2001 von der Firma „MirCorp“ für 2004 und ein 2007 von Galactic Suite für 2012 angekündigtes Weltraumhotel wurden nicht realisiert.

## Geplante Projekte
Ab dem Jahr 2024 will die Firma Axiom Space die ersten Touristen in ihre Raumstation in der Höhe von 400 km über dem Erdboden bringen. Die Kosten des Baus werden mit 2 Millionen US-Dollar angegeben.
Unter dem Namen Von Braun Rotating Space Station möchte die Gateway Foundation im Jahr 2025 ein Weltraumhotel betreiben. Geplant ist, dass bis zu 100 Gäste pro Woche in dem Hotel wohnen können und Restaurants, verschiedene Sportaktivitäten und Filmvorführungen in Anspruch nehmen können. Das Hotel beruht auf dem Konzept  von Wernher von Braun aus den 1950ern. Es soll ein rotierendes Rad mit einem Durchmesser von 190 Metern sein, aus 24 Modulen bestehen und eine mondähnliche Gravitation bieten. Es ist geplant, dass bis zu 400 Gäste gleichzeitig auf der Station leben können.
Für 2027 ist die Voyager-Station geplant. Dabei handelt es sich um eine rotierende kreisförmige Raumstation mit Platz für bis zu 280 Touristen. Es sind Bars, Restaurants und Sporthallen auf den ca. 12.000 Quadratmetern geplant. Neben Touristen sollen auch Ladenbesitzer sich dort einmieten können. Der Bau des Hotels ist für 2026 geplant.

## Belege zum Projekt „Early Bird“
- Visionen für ein Weltraumhotel
- Wettbewerb „Early bird“: Entwurf für schönstes Weltraumhotel prämiert. Auf: wissenschaft.de vom 21. September 2001.
- Spacehotel „Early Bird“. Bericht auf der Website der ESA